# Basenji
A basenji[Nota] é uma das poucas raças caninas desenvolvidas na África.[carece de fontes?] Há registros de cães semelhantes a esta raça que datam de mais de 4 000 anos, encontrados em desenhos em tumbas egípcias da quarta dinastia. Todavia, é difícil traçar uma relação entre eles, já que o basenji descende de cães saídos do Zaire durante a década de 1830. No Congo, foram vistos pela primeira vez quarenta anos mais tarde, durante as primeiras invasões europeias no continente africano. Devido aos cuidados dos nativos para com estes animais, ficou quase impossível afirmar que os basenji tenham sido cães selvagens.
Entre suas principais característica físicas estão os traços de um animal desenvolvido em regiões quentes: sua pelagem é curta, principalmente nas orelhas, é leve e possui manchas brancas; comunica-se eficazmente através de uivos em vez de latidos, e suas fêmeas entram no cio apenas uma vez no ano. Tem suas pernas longas se comparadas a seu tamanho e os pelos lisos, além da cauda em forma de anel. Podendo pesar até 11 kg e medir 43 cm, tem o seu adestramento considerado difícil, ainda que seja reconhecidamente uma raça dócil e simples.